# Катастрофа Boeing 747 в Дубае
Катастрофа Boeing 747 в Дубае — авиационная катастрофа, произошедшая в пятницу 3 сентября 2010 года. Грузовой самолёт Boeing 747-44AF-SCD авиакомпании UPS Airlines выполнял плановый рейс UPS 6 по маршруту Дубай—Кёльн, но через 21 минуту после взлёта на его борту возник пожар с сильным задымлением. Пилоты повернули самолёт обратно в Дубай, но при заходе на посадку горящий самолёт рухнул на землю в 16,7 километрах от аэропорта Дубая и полностью разрушился. Оба пилота на его борту погибли.

## Самолёт
Boeing 747-44AF-SCD (регистрационный номер N571UP, заводской 35668, серийный 1393) был выпущен в 2007 году (первый полёт совершил 21 сентября). 27 сентября того же года был передан авиакомпании UPS Airlines. Оснащён четырьмя двухконтурными турбовентиляторными двигателями General Electric CF6-80C2B5FG01. На день катастрофы совершил 1764 цикла «взлёт-посадка» и налетал 9977 часов.

## Экипаж
Экипаж рейса UPS 6 состоял из двух пилотов:
- Командир воздушного судна (КВС) — 48-летний Дуглас Лампе (англ. Douglas Lampe). Житель Луисвилля (Кентукки). Очень опытный пилот, проработал в авиакомпании UPS Airlines 15 лет и 1 месяц (с 10 июля 1995 года). Работал в авиакомпании US Airways. Управлял самолётами Airbus A310 и Boeing 747. В должности командира Boeing 747-400 — с 11 апреля 2005 года (до этого управлял им в качестве второго пилота). Налетал свыше 11 200 часов, 4053 из них на Boeing 747-400 (1218 из них в качестве КВС).
- Второй пилот — 38-летний Мэттью Белл (англ. Matthew Bell). Житель Санфорда (Флорида). Опытный пилот, проработал в авиакомпании UPS Airlines 4 года и 2 месяца (с 20 июня 2006 года). Работал в авиакомпании Chautauqua Airlines. Управлял самолётами Embraer ERJ 145, Boeing 757 и Boeing 767. В должности второго пилота Boeing 747-400 — с 24 июня 2010 года. Налетал 5549 часов, 77 из них на Boeing 747-400.

Оба пилота работали на базе авиакомпании UPS Airlines в Анкоридже (Аляска).

## Хронология событий
3 сентября 2010 года Boeing 747-44AF-SCD борт N571UP прибыл в Дубай после рейса в Гонконг.
Рейс UPS 6 вылетел из Дубая в 14:51 UTC, его вёл второй пилот. Вскоре самолёт вышел из зоны контроля диспетчеров ОАЭ и перешёл под контроль диспетчеров Бахрейна.
В 15:12 на борту самолёта прозвучал сигнал пожарной тревоги. В 15:15 экипаж сообщил о пожаре на борту и запросил экстренную посадку (в это время самолёт находился в 120 километрах к западу от Дубая). Хотя авиадиспетчер предложил садиться в аэропорту Дохи (Катар), пилоты решили вернуться в Дубай.
Из-за сильного задымления в кабине пилоты не могли переключиться на частоту авиадиспетчеров Дубая. Вскоре у командира возникли проблемы с кислородной маской, и ему пришлось отстегнуться и покинуть своё место, чтобы достать запасную маску, но обратно он не вернулся (вероятно, потерял сознание). Диспетчеры проинструктировали оставшегося в кабине второго пилота для приземления на взлётную полосу №12L аэропорта Дубая, но второму пилоту не удалось выпустить шасси, а самолёт пролетел слишком высоко над ВПП и в 15:27 пошёл на второй круг.
Диспетчер предложил повернуть налево, на аэропорт Шарджа (курс 095°), но второй пилот из-за сильного задымления повернул вправо (курс 195°). В 15:41 UTC рейс UPS 6 врезался в землю под небольшим углом в ненаселённом районе в 16,7 километрах от аэропорта Дубая между автотрассой E 311 и шоссе Аль Айн (при этом едва не задев Дубайскую Кремниевую Долину). Самолёт сперва зацепил землю правым крылом, затем пластом рухнул на землю и, проскользив по ней несколько метров, полностью разрушился. Находившиеся на его борту оба пилота погибли.

## Расследование
Расследование причин катастрофы рейса UPS 6 проводило эмиратское Главное управление гражданской авиации (GCAA) при участии американского Национального совета по безопасности на транспорте (NTSB).
Окончательный отчёт расследования был опубликован 24 июля 2013 года.
Согласно отчёту, пожар на борту рейса UPS 6 произошёл (предположительно) из-за самовозгорания содержимого груза, который содержал 81 000 литиевых батарей (тип батареи и её корпуса в отчёте не уточняются), а также других предметов, содержащих литиевые батареи.

## Культурные аспекты
Катастрофа рейса 006 UPS Airlines показана в 15 сезоне канадского документального телесериала Расследования авиакатастроф в эпизоде Смертельная доставка.